# Riccia paradoxa
Riccia paradoxa là một loài rêu trong họ Ricciaceae. Loài này được De Not. mô tả khoa học đầu tiên năm 1838.
Danh pháp khoa học của loài này chưa được làm sáng tỏ. 